# Melita valida
Melita valida är en kräftdjursart. Melita valida ingår i släktet Melita och familjen Melitidae. Inga underarter finns listade i Catalogue of Life.